# قارداش‌کند
قارداش‌کند (به ترکی آذربایجانی: Qardaşkənd) یک منطقه مسکونی در جمهوری آذربایجان است که در شهرستان صابرآباد واقع شده‌ است. قارداش‌ کند ۳۱۰ نفر جمعیت دارد.